# توماس هودجز (مصور)
توماس هودجز (بالإنجليزية: Thomas Hodges)‏ هو مصور بريطاني، ولد في 3 أبريل 1957 في لندن في المملكة المتحدة.